# حسین زمرشیدی
حسین زمرشیدی (زادهٔ ۵ فروردین ۱۳۱۸ مشهد - درگذشتهٔ ۱۵ بهمن ۱۳۹۷ تهران) معمار سنتی‌کار برتر ایرانی بود. او به عنوان عضو ثابت گروه معماری فرهنگستان هنر، در سال ۱۳۸۱ از سوی ستاد بنیاد چهره‌های ماندگار، به عنوان «چهره ماندگار در عرصه معماری سنتی کشور» برگزیده شد. 

## زندگی‌نامه
وی در نوجوانی زیر دست پدرش «حاج محمد معمار» که از معماران زبردست و به‌نام مشهد بود کار می‌کرد. همچنین بنایی نیز می‌کرد و تا پایان دبیرستان در همان‌جا درس می‌خواند. زمرشیدی در معماری و کاشی‌کاری آرامگاه خواجه ربیع، گنبد سبز مشهد، آرامگاه امامزاده محروق نیشابور و آرامگاه شیخ احمد جامی تربت جام نقش داشت. وی در تهران در آزمون استادکاری هنرستان صنعتی تهران (ایران و آلمان) پذیرفته شد و همزمان در رشتهٔ ساختمان درس خواند. سال ۱۳۵۰ به آلمان رفت و در رشتهٔ ساختمان و تربیت دبیر فنی دانش‌آموخته شد. او عضو فرهنگستان هنر و هیئت علمی دانشگاه تربیت دبیر شهید رجایی بود. حسین زمرشیدی به عنوان عضو ثابت گروه معماری فرهنگستان هنر، در سال ۱۳۸۱ از سوی ستاد بنیاد چهره‌های ماندگار، به عنوان «چهره ماندگار در عرصه معماری سنتی کشور» برگزیده شد. وی در مهرماه ۱۳۸۳، از رئیس‌جمهور، نشان درجه سه دانش دریافت کرد و در سال ۱۳۸۷ به عنوان پدیدآورنده هنرهای قدسی و الهی معماری اسلامی برای قرآن، از طرف رئیس‌جمهوری ایران به عنوان خادم برگزیده قرآن کریم مورد تجلیل و تقدیر قرار گرفت. وی دارای سه فرزند به نام‌های: زهرا زمرشیدی (پژوهشگر، نویسنده، عکاس، معمار و مدیر مسئول انتشارات زمرد)، کوروش زمرشیدی (پژوهشگر و نویسنده) و داریوش زمرشیدی (کارشناس عمران) می‌باشد. حسین زمرشیدی ۱۵ بهمن ۱۳۹۷ در سن ۷۹ سالگی در تهران درگذشت. پیکر او روز ۱۷ بهمن ۱۳۹۷ تشییع و در قطعه هنرمندان (چهره‌های ماندگار) به خاک سپرده شد.

## گزیده آثار
- اجرای ساختمان (عناصر و جزئیات)، نشر زمرد.
- تعمیر و نگهداری ساختمان، نشر آزاده.
- رسم فنی و نقشه کشی، نشر زمرد.
- گنبد و عناصر طاقی ایران.
- معماری ایران مصالح‌شناسی سنتی، نشر زمرد
- معماری ایران، اجرای ساختمان با مصالح سنتی. نشر زمرد.